# الإعجاز العلمي في القرآن
الإعجاز العلمي في القرآن هو موضوع يتناول ما ورد في القرآن من موضوعات علمية تتعلق بالحقائق الكونية التي لم تكن مدركة للبشر في زمن نزول القرآن ثم أثبتها العلم لاحقا؛ حيث يؤمن المسلمون بأن القرآن معجزة وأنه دليل على نبوة محمد بن عبد الله.
يقول بعض الباحثين الإسلاميين وعدد من علماء الشريعة المختصين أيضًا بمجالات علمية متنوعة، أن القرآن يشير إلى معلومات علميّة كثيرة في عدد من الآيات،  وأن هذا يُشكل الدليل القاطع على أن مصدره الله العليم والعارف بكل شيء. وقد انتشر الاعتقاد بأن القرآن بيّن عدّة نظريات علمية معروفة، قبل اكتشافها بمئات السنين، في مختلف أنحاء العالم الإسلامي،  بالمقابل انتقد بعض العلماء والباحثين نصوص القرآن حول خلق الكون والأرض، وأصول الحياة البشرية، وعلم الأحياء، وعلوم الأرض، باعتبارها تحتوي على مغالطات غير علمية، ومن المحتمل أن تتناقض مع نظريات علمية متطورة.

## خلفية عقائدية
يؤمن المسلمون أن القرآن معجزة النبي محمد للعالمين، وأن آياته تتحدى العالمين بأن يأتوا بمثله أو بسورة مثله،  كما يعتبر دليلاً على نبؤته،  يقول بعض الباحثين وعدد من علماء الشريعة المختصين أيضًا بمجالات علمية متنوعة، أن القرآن يشير إلى معلومات علميّة كثيرة في عدد من الآيات وهو ما يسمى بالإعجاز العلمي في القرآن،  وأن هذا يُشكل الدليل القاطع على أن مصدره الله العليم والعارف بكل شيء. وقد انتشر الاعتقاد بأن القرآن بيّن عدّة نظريات علمية معروفة، قبل اكتشافها بمئات السنين، في مختلف أنحاء العالم الإسلامي،  وقد يختلفون حول ماهيتها، فالإعجاز يعني ضمناً التحدي مع عجز الجهة التي تحداها، وهذا ما يعتبره البعض خاصاً ببلاغة القرآن وأسلوبه، ولكن آخرين يؤمنون بشمولية الإعجاز في القرآن للعلوم بشكل مطلق، فيؤمن المسلمون أن الله هو خالق الكون وبما أن القرآن هو كلامه فإنه من المستحيل أن يتعارض مع الحقائق العلمية التي اكتشفت بعد نزول القرآن ولهذا فإن الإعجاز العلمي يعني توافق النص القرآني مع مقتضيات العلم الحديث أو وجود إلماحات أو تصريحات ضمنه تؤكد حقائق علمية عرفت لاحقاً، وأشهر من عمل بطريقة منهجية على توضيح هذا هو الطبيب الفرنسي موريس بوكاي، حيث ألف في نهاية تجربته كتابه المشهور الذي ترجم إلى سبع عشرة لغة (التوراة والأناجيل والقرآن الكريم بمقياس العلم الحديث). بالمقابل تعرض منهج موريس بوكاي لإنتقادات واسعة من قبل علماء وباحثين غربيين معتبرين كتبه غير موضوعية،  وغير علمية،  ويناقض النظريات العلمية في مواقع عدة. على سبيل المثال وجد عدد من الناقدين أمثال الباحث تانر إديس أن المراجع والآيات القرآنية التي استند إليها موريس بوكاي ليثبت فيها توسع الكون، والأكوان المتوازية، والكون المنظور هي «خاطئة بشكل صارخ».

## المدافعون والمنتقدون
برز عدد من الدعاة والعلماء ليؤكدوا الإعجاز العلمي في القرآن، ومن أشهرهم الدكتور زغلول النجار، الذي ربط في عدّة محاضرات جامعية وتلفازية بين ما جاء في بعض الآيات وما أقرّته نظريات علمية في القرن العشرين وما سبقه. ومن أبرز ما قيل في هذا المجال على سبيل المثال، أن الآية السابعة والستين من سورة الأنعام: ﴿لِكُلِّ نَبَإٍ مُسْتَقَرٌّ وَسَوْفَ تَعْلَمُونَ ۝٦٧﴾ [الأنعام:67] تشير إلى أن ما ورد في القرآن من معلومات علميّة سوف يُكتشف مع مرور الزمن،  وأن الكون خُلق فعلاً من انفجار عظيم،  وأن أدنى نقطة على سطح الأرض هي البحر الميت،  وأن الجنين يُخلق في أطوار،  وغير ذلك من الأمور. كذلك يقول علماء التفسير أن القرآن تنبأ ببعض الحوادث التي ستقع مستقبلاً، من أشهرها هزيمة الفرس على يد الروم البيزنطيين خلال عقد العشرينيات من القرن السابع،  بعد أن كان الفرس قد هزموا الروم قبلاً وفتحوا قسمًا من إمبراطوريتهم: ﴿الم ۝١ غُلِبَتِ الرُّومُ ۝٢ فِي أَدْنَى الْأَرْضِ وَهُمْ مِنْ بَعْدِ غَلَبِهِمْ سَيَغْلِبُونَ ۝٣ فِي بِضْعِ سِنِينَ لِلَّهِ الْأَمْرُ مِنْ قَبْلُ وَمِنْ بَعْدُ وَيَوْمَئِذٍ يَفْرَحُ الْمُؤْمِنُونَ ۝٤ بِنَصْرِ اللَّهِ يَنْصُرُ مَنْ يَشَاءُ وَهُوَ الْعَزِيزُ الرَّحِيمُ ۝٥﴾ [الروم:1–5] فقد نزلت هذه الآية في سنة 615، أي قبل 6 أو 7 سنوات من انقلاب ميزان القوى لصالح البيزنطيين.
بالمقابل، هناك عدد من العلماء الذين يُعارضون فكرة وجود إعجاز علميّ في القرآن، قائلين أنه ليس بكتاب علوم، فالعلم دائمًا ما يتغير والنظريات دائمًا ما تتبدل وتُدحض، فلا يمكن القول بصحة إحداها طيلة الزمن. كما أدرج عدد من العلماء والمجلات العلمية المختصة الإعجاز العلمي في القرآن ضمن المنهج الديني وليس المنهج العلمي واعتبر خارج نطاق البحث العلمي،  حيث يعتبرونه منهجاً يخالف المنهجية العلمية. تعرضت حركة ربط الدين بالعلوم الحديثة التي يتبعها عدد من كتاب الإعجاز العلمي لإنتقادات واسعة من قبل علماء وباحثين غربيين معتبرين هذه المنهجية غير موضوعية وغير علمية. كما تم انكار بعض المعجزات التي يعتبرها المسلمون إعجاز علمي مثل انشقاق القمر.

## الإعجاز لغة واصطلاحا
الإعجاز مشتق من العجز والضعف أو عدم القدرة والإعجاز مصدره أعجز وهو بمعنى الفوت والسبق، والمعجزة في اصطلاح العلماء أمر خارق للعادة، مقرون بالتحدي، سالم من المعارضة وإعجاز القرآن يقصد به إعجاز القرآن الناس أن يأتوا بمثله. أي نسبة العجز إلى الناس بسبب اعتقاد المسلمين بعدم قدرة أي شخص على الإتيان بمثله.
الإعجاز العلمي هو إخبار القرآن أو السنة النبوية بحقيقة أثبتها العلم التجريبي وثبت عدم إمكانية إدراكها بالوسائل البشرية في زمن الرسول محمد مما يظهر صدقه فيما أخبر به عن ربه، وفق اصطلاح الهيئة العالمية للإعجاز العلمي في القرآن والسنة. فالإعجاز العلمي للقرآن يُقصد به سبقه بالإشارة إلى عدد من حقائق الكون وظواهرهِ التي لم تتمكن العلوم المكتسبة من الوصولِ إلى فهم شيء منها إلا بعد قرون متطاولة من نزول القرآن بحسب تعريف زغلول النجار.
﴿قُلْ لَئِنِ اجْتَمَعَتِ الْإِنْسُ وَالْجِنُّ عَلَى أَنْ يَأْتُوا بِمِثْلِ هَذَا الْقُرْآنِ لَا يَأْتُونَ بِمِثْلِهِ وَلَوْ كَانَ بَعْضُهُمْ لِبَعْضٍ ظَهِيرًا ۝٨٨﴾ [الإسراء:88]، ﴿أَمْ يَقُولُونَ افْتَرَاهُ قُلْ فَأْتُوا بِعَشْرِ سُوَرٍ مِثْلِهِ مُفْتَرَيَاتٍ وَادْعُوا مَنِ اسْتَطَعْتُمْ مِنْ دُونِ اللَّهِ إِنْ كُنْتُمْ صَادِقِينَ ۝١٣﴾ [هود:13] أو حتى بسورة قصيرة مثله فقال: ﴿أَمْ يَقُولُونَ افْتَرَاهُ قُلْ فَأْتُوا بِسُورَةٍ مِثْلِهِ وَادْعُوا مَنِ اسْتَطَعْتُمْ مِنْ دُونِ اللَّهِ إِنْ كُنْتُمْ صَادِقِينَ ۝٣٨﴾ [يونس:38].
على الرغم من مرور الكثير من الوقت منذ قديم الزمن إلى الوقت الحاضر، إلا أن أهل اللغة إلى الآن ما زالوا يقرون بقوة الأسلوب القرآني، وعليه فقد أشار أبو سليمان الخطابي إلى عدم قدرة العلماء على إبراز تفاصيل وجوه الإعجاز فقال:«ذهب الأكثرون من علماء النظر إلى وجوه الإعجاز من جهة البلاغة لكن صعب عليهم تفصيلها وأصغوا فيه إلى حكم الذوق.» وقال العلامة ابن خلدون:«الإعجاز تقصر الإفهام عن إدراكه وإنما يدرك بعض الشيء منه من كان له ذوق بمخالطة اللسان العربي وحصول ملكته، فيدرك من إعجازه على قدر ذوقه.».

## السبق العلمي
كلمة السبق العلمي تطلق كما تطلق كلمة السبق الصحفي، فالقرآن ليس كتاب فيزياء فلكية ولا علوم كيمياء أو طب أو زراعة، أو غيرها من علوم الاستخلاف الأرضي التي فوضها الله إلى الإنسان، الذي جعله خليفة في الأرض، حسب قول القرآن. ولقد حث القرآن على طلب العلم والدراسة: ﴿اقْرَأْ وَرَبُّكَ الْأَكْرَمُ ۝٣ الَّذِي عَلَّمَ بِالْقَلَمِ ۝٤ عَلَّمَ الْإِنْسَانَ مَا لَمْ يَعْلَمْ ۝٥﴾ [العلق:3–5] إذن ليس القرآن كتاباً علميا بحتًا لهذه العلوم فيجب أن نجد فيه كل ما نشاء من الحقائق العلمية في شتى الميادين كما يتصور، بل هو كتاب هداية وتعريف لهوية الإنسان، فالتعريف لماذا خلق الإنسان وما هو دور الإنسان في هذه الحضارة، وما سيكون حاله وما ينتهي إليه وما ينتظره بعد موته. فهو كتاب علمي للسلوك البشري والأخلاق والمعاملات:﴿إِنَّ هَذَا الْقُرْآنَ يَهْدِي لِلَّتِي هِيَ أَقْوَمُ وَيُبَشِّرُ الْمُؤْمِنِينَ الَّذِينَ يَعْمَلُونَ الصَّالِحَاتِ أَنَّ لَهُمْ أَجْرًا كَبِيرًا ۝٩﴾ [الإسراء:9] أما جانب السبق العلمي ففي قوله: ﴿سَنُرِيهِمْ آيَاتِنَا فِي الْآفَاقِ وَفِي أَنْفُسِهِمْ حَتَّى يَتَبَيَّنَ لَهُمْ أَنَّهُ الْحَقُّ أَوَلَمْ يَكْفِ بِرَبِّكَ أَنَّهُ عَلَى كُلِّ شَيْءٍ شَهِيدٌ ۝٥٣﴾ [فصلت:53] ولقد أصطلح العلماء الشريعة على تسمية هذا السبق العلمي بالإعجاز العلمي في القرآن والسنة.

## الإعجاز القرآني

### التفصيل التاريخي لأحداث الرسل والأنبياء
لقد احتوى القرآن على تفصيل تاريخي للأنبياء والمرسلين السابقين وهو التاريخ الذي لم يكن يعرف العرب عنه شيئاً سوى الأحبار والرهبان، وكانوا على خلاف فيما بينهم، أما أمة العرب فقد كانوا أميين لا يعلمون شيئاً عنه، فلما جاءهم النبي محمد بتاريخ الرسل والأنبياء مفصلاً، اعترف به الرهبان والأحبار وصدقوه فيما روى عن ربهِ واضحاً جلياً، وخرجوا من دين كانوا علماءه وتبعوا محمداً. ﴿تِلْكَ مِنْ أَنْبَاءِ الْغَيْبِ نُوحِيهَا إِلَيْكَ مَا كُنْتَ تَعْلَمُهَا أَنْتَ وَلَا قَوْمُكَ مِنْ قَبْلِ هَذَا فَاصْبِرْ إِنَّ الْعَاقِبَةَ لِلْمُتَّقِينَ ۝٤٩﴾ [هود:49]

### الكشف عما يدور في صدور الناس وخاصةالمنافقين
وحصل هذا في عدة مناسبات في عهد النبي محمد بن عبد الله، ومنها حيث كان اليهود يبشرون بظهور نبي قرب زمانه يخرج من بلاد العرب، وكانوا يتهددون العرب بأنهم سيتبعونه ويقتلونهم معه قتل عاد وإرم. فلما ظهر محمد بن عبد الله، وأقام في المدينة كان العرب المؤمنون يلقون اليهود ويذكرونهم بما كانوا يقولون من بشارات فيعترفون ويعلنون إيمانهم ثم إذا خلا بعضهم ببعض أنكر بعضهم على بعض الاعتراف بما يعلمون من أمر النبي محمد، لأن ذلك سيجعل العرب شاهدين عليهم يوم القيامة وظنا منهم أن الحساب سيكون على الشهادة فقط. فأخبر القرآن حاكياً حالهم وكشف قولهم الذي قالوه سراً بينهم، فما كذبوا ما قاله ودخل منهم جماعة في الإسلام.﴿وَإِذَا لَقُوا الَّذِينَ آمَنُوا قَالُوا آمَنَّا وَإِذَا خَلَا بَعْضُهُمْ إِلَى بَعْضٍ قَالُوا أَتُحَدِّثُونَهُمْ بِمَا فَتَحَ اللَّهُ عَلَيْكُمْ لِيُحَاجُّوكُمْ بِهِ عِنْدَ رَبِّكُمْ أَفَلَا تَعْقِلُونَ ۝٧٦ أَوَلَا يَعْلَمُونَ أَنَّ اللَّهَ يَعْلَمُ مَا يُسِرُّونَ وَمَا يُعْلِنُونَ ۝٧٧﴾ [البقرة:76–77]

### الأخبار عن غيوب ومسائل تكون في المستقبل القريب والبعيد
كما أخبر القرآن عن أحداث ستكون في المستقبل وفي عهد النبي محمد، وبعده، فجاء مرور الأيام تفسيراً لما أنبأنا به ومن أمثلة هذا:

#### انتصار الروم وأدنى الأرض
الإخبار بأن الروم ستَغلِب الفرس في بضع سنين أي أقل من عشر سنوات، بعد أن فرح الوثنيون في مكة بانتصار الفُرس على الروم، وتأهبوا على كذب ما وعد الله في كتابه فما مرت السبع سنوات إلا وتحقق ما وعد الله: ﴿الم ۝١ غُلِبَتِ الرُّومُ ۝٢ فِي أَدْنَى الْأَرْضِ وَهُمْ مِنْ بَعْدِ غَلَبِهِمْ سَيَغْلِبُونَ ۝٣ فِي بِضْعِ سِنِينَ لِلَّهِ الْأَمْرُ مِنْ قَبْلُ وَمِنْ بَعْدُ وَيَوْمَئِذٍ يَفْرَحُ الْمُؤْمِنُونَ ۝٤ بِنَصْرِ اللَّهِ يَنْصُرُ مَنْ يَشَاءُ وَهُوَ الْعَزِيزُ الرَّحِيمُ ۝٥﴾ [الروم:1–5]. وقد عرف العصر الحديث أن منطقة البحر الميت هي أكثر الأراضي انخفاضًا في العالم، وقد ورد ذلك في القرآن: ﴿فِي أَدْنَى الْأَرْضِ وَهُمْ مِنْ بَعْدِ غَلَبِهِمْ سَيَغْلِبُونَ ۝٣﴾ [الروم:3].
وقد جرت المعركة الثانية التي انتصر فيها الروم على الفرس في منطقة البحر الميت، وهي منخفض أرضي يعتبره علماء الجيولوجيا أخفض منطقة على اليابسة، وهي كما عبر القرآن بقوله: بأدنى الأرض، وحدث ما وعد الله بانتصار الروم.

#### موت أبي لهب على الكفر
أخبر القرآن أن أبا لهب سيصلى نارًا ذات لهب في سورة المسد ﴿سَيَصْلَى نَارًا ذَاتَ لَهَبٍ ۝٣﴾ [المسد:3] أي أنه لن يدخل الإسلام وسيموت علي الكفر هو وزوجته، وقد مات أبو لهب علي الكفر بعد غزوة بدر بسبع ليال، ولم يفكر أن يُسلِم ولو نفاقًا كما أظهر بعض المنافقين الإسلام بينما أسلم ولديه عتبة ومتعب بعد فتح مكة.

### الأخبار عن العلوم الحديثة وعن حقائق
وهو الإعجاز العلمي الذي لا يمكن أن نبينه سوى قولنا إنه إخبار سابق للمحدثات العلمية في عصرنا ومن ذلك قوله: ﴿مَرَجَ الْبَحْرَيْنِ يَلْتَقِيَانِ ۝١٩ بَيْنَهُمَا بَرْزَخٌ لَا يَبْغِيَانِ ۝٢٠﴾ [الرحمن:19–20]
وقد اكتشف الباحثون أن مياه البحار لا تمتزج مع بعضها البعض، بل لقد وجدوا أن مياه البحر الأبيض المتوسط لا تمتزج بمياه المحيط الأطلنطي عند جبل طارق. فهناك التقاء وبينهما حاجز ﴿أَمْ مَنْ جَعَلَ الْأَرْضَ قَرَارًا وَجَعَلَ خِلَالَهَا أَنْهَارًا وَجَعَلَ لَهَا رَوَاسِيَ وَجَعَلَ بَيْنَ الْبَحْرَيْنِ حَاجِزًا أَإِلَهٌ مَعَ اللَّهِ بَلْ أَكْثَرُهُمْ لَا يَعْلَمُونَ ۝٦١﴾ [النمل:61].
توجد مناطق كثيرة في العالم يختلط فيها الماء العذب مع ماء البحر من دون امتزاج. مثال على ذلك في أمريكا الجنوبية حيث يصب الماء العذب الذي يأتي من الكهوف القريبة من الشاطئ في المحيط من دون أن يختلط مع الماء المالح للبحر ولمسافات طويلة، أو عند اتصال بحرين أو نهرين بكثافات مختلفة، وتوجد هذه الظاهرة ايضاً في منطقة الازقة البحرية فيوردلاند في جنوب نيوزيلندا. علماً بأنَّ هذه الظاهرة غير موجودة في البحار المحيطة بشبه الجزيرة العربية موقع نزول القرآن على النبي محمد، وكان عدد من القارات لم يزل غير مكتشف زمن نـزول القرآن، ومنها أمريكا الجنوبية ونيوزيلندا. إنَّ هناك قوة الشد السطحيّ surface tension التي تختلف حسب كثافة الماء، وهذا الاختلاف يمنع امتزاج الماءين.

## الإعجاز اللغوي في القرآن

### الأصالة
نزل القرآن ورُدّد ودُوِّن باللغة العربية وهي لا تزال من اللغات الحية التي يتحدث بها نصف مليار فرد عربي في العالم إضافة إلى مليار آخر من المسلمين من غير العرب الذين يقرأونه ويمارسون عبادتهم باللغة العربية. هذا وإن الإسلام هو الدين السائد في العالم العربي حيث ولد وترعرع وعاش النبي محمد ونزلت عليهِ الرسالة ونشرها فيه. نزل القرآن وردده النبي على حفظة القرآن وبدأ جمعه وتدوينه أثناء حياتهِ، فهو أصيل وغير معرض للتغيير وتشويه المعنى الذي قد يحدث للكتب السماوية الأخرى كونها تُرجِمت على مدى العصور إلى لغات غير التي نزلت فيها.

### الجدة الدائمة
إن كل كلام بشري يبلى إذا تكرر، وبقدر ترديده بقدر ما يبلى، وتسقط مكانته، ولكن القرآن يعرف بجدته الدائمة، التي لا يؤثر فيها ترديد أو تكرار، فكم كرر المسلمون ويكررون سورة الفاتحة وقصار السور كل يوم وكم أعادوا تلاوة القرآن وجميعهم يثبتون أنه لا زال جديداً على ألسنتهم، وهذه علامة إعجازية تخضع للتجربة من كل من يعرف اللغة العربية في أي زمان ومكان، وبث معانيه بكل اللغات، ولو أخذنا ببعض الآراء الحيادية في هذا الموضوع مثل رأي المستشرق ليون حيث قال: «حسب القرآن جلالة ومجداً أن الأربعة عشر قرناً التي مرت عليه لم تستطع أن تخفف ولو بعض الشيء من أسلوبه الذي لا يزال غضاً كأن عهده بالوجود أمس.»

### الكلام الفريد
إن أي كلام من أي إنسان على وجه هذه الأرض يمكن دمجه بغيره من الكلام فلا يستطيع أحد أن يميز كلامه الذي أدمج فيه؛ لأنه بالإمكان أن يقلد الناس كلام أي أديب أو شاعر، غير أن الوجه الإعجازي هنا إذا أخذنا سورة من القرآن وحاولنا إدماجها في أي كلام لا بد أن تتميز وحدها وتظهر على ذلك الكلام، ولهذا قال عنه طه حسين: «إن القرآن ليس نثراً كما إنه ليس بشعر إنما هو قرآن ولا يمكن أن يسمى بغير هذا الاسم، ليس شعراً وهذا واضح فهو لم يقيد بقيود الشعر، وليس نثراً لأنه مقيد بقيود خاصة به وحده لا توجد في غيره وهي التي يتصل بعضها بأواخر الآيات، بنغمة صوتية خاصة.» وقد أدرك ذلك المستشرق الفرنسي موريس فقال:«إن القرآن أفضل كتاب أخرجته العناية الإلهية لبني البشر، وإنه كتاب لا ريب فيه.» وكان مما قاله المستشرق جيمس متشز في مقاله:«لعل القرآن هو أكثر الكتب التي تقرأ في العالم، وهو بكل تأكيد أيسرها حفظاً، وأشدها أثراً في الحياة اليومية لمن يؤمن به.»

## الإعجاز العلمي في القرآن
يعتقد أنصار الإعجاز العلمي في القرآن أنً القرآن يشير إلى معلومات علميّة كثيرة وذلك في عدد من الآيات والتي اكتشفت في العصور الحديثة. لاحقًا ونتيجة لذلك ظهر ما يُعرف بالأدب الإعجازي. إذ نشرت العديد من الكتب والمواد التي توضح توافق القرآن مع مقتضيات العلم الحديث أو وجود تلميحات أو تصريحات ضمنية تؤكد حقائق علمية عرفت لاحقاً. ومن أبرز كُتَّاب الإعجاز العلمي موريس بوكاي وزغلول النجار. ويذكر أن هذه النوعية من الكتب والمنهجيّة تعرضت لانتقادات من مؤسسات وأخويات علميّة مختلفة.
قدّم موريس بوكاي في كتاباته بعض التفسيرات من الآيات القرآنية التي وفقًا لمنهجه تتفق مع العلم الحديث والتي لم تكن تُعرف في الماضي. ولقد ألف في نهاية تجربته كتابه المشهور الذي ترجم إلى سبع عشرة لغة (التوراة والأناجيل والقرآن الكريم بمقياس العلم الحديث).
يربط كتاب الإعجاز العلمي للقرآن بين ما جاء في بعض الآيات القرآنية وما أقرّته نظريات علمية في القرن العشرين وما سبقه. ومن أبرز ما قيل في هذا المجال على سبيل المثال، أن الآية السابعة والستين من سورة الأنعام: ﴿لِكُلِّ نَبَإٍ مُسْتَقَرٌّ وَسَوْفَ تَعْلَمُونَ ۝٦٧﴾ [الأنعام:67] تشير إلى أن ما ورد في القرآن من معلومات علميّة سوف تبين للناس وتكتشف مع مرور الزمن،  وأن الكون خُلق فعلاً من انفجار عظيم بدليل الآية الثلاثون من سورة الأنبياء: ﴿أَوَلَمْ يَرَ الَّذِينَ كَفَرُوا أَنَّ السَّمَاوَاتِ وَالْأَرْضَ كَانَتَا رَتْقًا فَفَتَقْنَاهُمَا وَجَعَلْنَا مِنَ الْمَاءِ كُلَّ شَيْءٍ حَيٍّ أَفَلَا يُؤْمِنُونَ ۝٣٠﴾ [الأنبياء:30]،
وأن الكون يتوسع بدليل الآية السابعة والأربعون من سورة الذاريات: ﴿وَالسَّمَاءَ بَنَيْنَاهَا بِأَيْدٍ وَإِنَّا لَمُوسِعُونَ ۝٤٧﴾ [الذاريات:47]،
وأن الكون بعد توسعه سيرجع ويتقلص من جديد بدليل الآية المائة والأربعون من سورة الأنبياء: ﴿يَوْمَ نَطْوِي السَّمَاءَ كَطَيِّ السِّجِلِّ لِلْكُتُبِ كَمَا بَدَأْنَا أَوَّلَ خَلْقٍ نُعِيدُهُ وَعْدًا عَلَيْنَا إِنَّا كُنَّا فَاعِلِينَ ۝١٠٤﴾ [الأنبياء:104]،
وأن أدنى نقطة على سطح الأرض هي البحر الميت،  وأن الجنين يُخلق في أطوار بدليل الآية 12-14 من سورة المؤمنون: ﴿وَلَقَدْ خَلَقْنَا الْإِنْسَانَ مِنْ سُلَالَةٍ مِنْ طِينٍ ۝١٢ ثُمَّ جَعَلْنَاهُ نُطْفَةً فِي قَرَارٍ مَكِينٍ ۝١٣ ثُمَّ خَلَقْنَا النُّطْفَةَ عَلَقَةً فَخَلَقْنَا الْعَلَقَةَ مُضْغَةً فَخَلَقْنَا الْمُضْغَةَ عِظَامًا فَكَسَوْنَا الْعِظَامَ لَحْمًا ثُمَّ أَنْشَأْنَاهُ خَلْقًا آخَرَ فَتَبَارَكَ اللَّهُ أَحْسَنُ الْخَالِقِينَ ۝١٤﴾ [المؤمنون:12–14]،  وغير ذلك من الأمور.
بينما نجد أن هناك عدد من علماء المسلمين يُعارضون فكرة وجود إعجاز علميّ في القرآن، قائلين أنه ليس بكتاب علوم، ويعارض هذا الفريق وجود إعجاز علمي في القرآن، بسبب وجود عدّة تفسيرات علمية لظاهرة طبيعية وحيدة، فالعلم دائمًا في تغير والنظريات قد تتبدل وتُدحض، فلا يمكن القول بصحة إحداها طيلة الزمن.

## أمثلة الإعجاز العلمي في القرآن

### نشأة الكون
كان الاعتقاد السائد عن الكون منذ القدم حتى بداية القرن 19 بأن الكون سرمدي; بلا بداية أو نهاية إلى أن برزت نظرية الانفجار العظيم لتؤكد بأن كوننا في ثوانيه الأولى، منذ حوالي 13.8 مليار سنة، خلق من جسيمات متناهية الصغر مثل الكواركات، وعدد قليل من الفوتونات والإلكترونات، في حالة كثافة عالية للغاية ودرجة حرارة هائلة، ازداد حجمه في البداية بسرعة عظيمة أدت إلى انخفاض حرارته مما سمح للجزيئات الأولية بالاندماج لتشكيل جسيمات مثل البروتونات والنيوترونات والهايدرونات،  ثم أنوية ذرات بسيطة، ثم ذرات (الهيليوم والهيدروجين مع قليل من الليثيوم) وتشكل غيوم عملاقة من غازي الهيدروجين والهيليوم وقليل من الليثيوم،  ثم التحام هذه السحب الغازية تحت تأثير ظواهر كونية معقدة تعتمد على القوى النووية وقوة الجاذبية والقوة الإلكترومغناطيسية لتشكيل النجوم والمجرات.
في سنة 1964، أصبحت نظرية الانفجار العظيم أفضل نموذج لأصل الكون وتطوره، بعدما تم اكتشاف إشعاع خلفية الميكروويف الكوني (The Cosmic Microwave Background Radiation) أي الإشعاع الأحفوري للكون الذي تم التقاطه بعدما صار الكون شفافًا،  سمح هذا النموذج للعلماء بفهم معظم الظواهر الكونية. يرى مناصرو فكرة الإعجاز العلمي للقرآن بأن نظرية الانفجار العظيم تتفق مع عدد من آيات خلق الكون في النص القرآني.

#### الكون غير أزلي
الكون ليس سرمديا كما كان شائعا قبل بروز نظرية نشأة الكون، ومن الممكن أنه قد وجد من العدم، وفقًا لنظرية التضخم، التي تقول أن كوننا هو كون فرعي تضخم داخل كون متعدد،  هذا الكون الذي خلق وفقًا لقوانين فيزيائية أكبر من فائقة الدقة لإنتاج الحياة من جسيمات غير مرئية لا يمكن أن يكون إلا نتيجة لتصميم خالق بكل شيء عليم وعلى كل شيء قدير، لأنه لو كانت البروتونات أثقل بنسبة 0.2٪ فقط، لن تكون هنالك حياة ولا ذرات ولا نجوم ولا مجرات ولا كواكب. وهذا يتفق مع نص الآية: ﴿بَدِيعُ السَّمَاوَاتِ وَالْأَرْضِ وَإِذَا قَضَى أَمْرًا فَإِنَّمَا يَقُولُ لَهُ كُنْ فَيَكُونُ ۝١١٧﴾ [البقرة:117].

#### انفصال السماوات عن الأرض
أن السماوات والأرض وفقا لنظرية التضخم الأبدي (The eternal inflation) كانتا مادة واحدة. مما يتفق مع نص الآية: ﴿أَوَلَمْ يَرَ الَّذِينَ كَفَرُوا أَنَّ السَّمَاوَاتِ وَالْأَرْضَ كَانَتَا رَتْقًا فَفَتَقْنَاهُمَا وَجَعَلْنَا مِنَ الْمَاءِ كُلَّ شَيْءٍ حَيٍّ أَفَلَا يُؤْمِنُونَ ۝٣٠﴾ [الأنبياء:30].

#### التوسع المستمر للسماء
بدأ الجدل حول توسع الكون تزامنا مع ظهور نظرية الانفجار العظيم سنة 1927 بحيث وجد لوميتر أن الظواهر الكونية الناتجة عن النسبية العامة لا يمكن أن تكون ثابتة كما تم صياغتها من طرف آينشتاين بوضع ثابت كوني إيمانا منه بأن الكون ثابت. في عام 1929، برهن إدوين هابل أن الكون في توسع، بعد أن لاحظ انزياح أحمر في طيف المجرات البعيدة مما يعني أنها تبتعد عن بعضها البعض بسرعة تتناسب مع مسافاتها عن مجرتنا. فنظريتا الانفجار العظيم والنسبية العامة ساهمتا في اكتشاف ظاهرة توسع الكون. وهو ما يتوافق مع نص الآية: ﴿وَالسَّمَاءَ بَنَيْنَاهَا بِأَيْدٍ وَإِنَّا لَمُوسِعُونَ ۝٤٧﴾ [الذاريات:47].

#### مرور الكون بمرحلة الدخان
تم تفسير مرور الكون بمرحلة الدخان (الهيليوم والهيدروجين مع قليل من الليثيوم) التي كانت سائدة قبل نشأة النجوم والمجرات على أنها مرتبطة بمعنى الآية: ﴿ثُمَّ اسْتَوَى إِلَى السَّمَاءِ وَهِيَ دُخَانٌ فَقَالَ لَهَا وَلِلْأَرْضِ ائْتِيَا طَوْعًا أَوْ كَرْهًا قَالَتَا أَتَيْنَا طَائِعِينَ ۝١١﴾ [فصلت:11].

#### انهيار الكون
تقول النظرية أن الكون في توسع مستمر ووفقًا لمعادلات فريدمان عندما تتجاوز كثافة «الطاقة-المادة» لكوننا الكثافة الحرجة، ستصبح قوة الجذب الناتجة عن الكتلة أقوى من قوة التمدد الناتجة عن الضغط السلبي للطاقة المظلمة، وينتهي الكون بـ «الانهيار» على نفسه وسيتقلص إلى حد ما في وضع مشابه لذلك الذي بدأ منه،  فيما يسمى ب: "big crunch ". وهو ما يراه مناصرو الإعجاز العلمي في القرآن ينطبق بشكل صريح مع الآية: ﴿يَوْمَ نَطْوِي السَّمَاءَ كَطَيِّ السِّجِلِّ لِلْكُتُبِ كَمَا بَدَأْنَا أَوَّلَ خَلْقٍ نُعِيدُهُ وَعْدًا عَلَيْنَا إِنَّا كُنَّا فَاعِلِينَ ۝١٠٤﴾ [الأنبياء:104]. وقد برزت نظريات أخرى عن مصير الكون إلا أن آخر التطورات العلمية تؤكد بأن كوننا متناهي وسيتوقف عن التوسع وينهار على نفسه.

### الماء والحياة
ولقد تضمنت الآية القرآنية أعلاه حقيقة علمية أخرى لا تحتاج إلى توضيح وهي أن سائل الماء شيء مهم وأساسي لوجود الحياة على كوكب الأرض، ولا يوجد حالياً سائل في الأرض يصلح أن يكون وسطاً صالحاً للتفاعلات الحيوية في جسم الأحياء غير الماء، ولقد اكتشف أحد الباحثين إن بعض الأحياء المجهرية كالبكتريا تستطيع العيش بدون هواء لفترة زمنية ولكنها لا تستطيع الاستغناء عن الماء مطلقاً كما تشير الآية إلى ذلك من قبل أن يعرف البشر هذا، وإن كانت الآية تشير إلى حقيقتين علميتين.وهذا مطابق لقوله تعالى:(وَجَعَلْنَا مِنَ الْمَاءِ كُلَّ شَيْءٍ حَيٍّ ۖ أَفَلَا يُؤْمِنُونَ )الآيه٣٠سورة الأنبياء .

### الفرث والدم في علم تشريح الأنسجة
بعد تقدم العلم واكتشاف كيفية تكون اللبن في الأنعام، ووجد الباحثون أن الأنزيمات الهاضمة تحول الطعام إلى فرث يسير في الأمعاء الدقيقة حيث تمتص العروق الدموية - الخملات - المواد الغذائية الذائبة من بين الفرث فيسري الغذاء في الدم، حتى يصل إلى الغدد اللبنية وهناك تمتص الغدد اللبنية المواد اللبنية التي سيكون منها اللبن من بين الدم فيتكون اللبن، الذي أُخرِج من بين فرث أولاً، ومن بين دم ثانياً، وذلك نص صريح تنطق به الآية في القرآن: ﴿وَإِنَّ لَكُمْ فِي الْأَنْعَامِ لَعِبْرَةً نُسْقِيكُمْ مِمَّا فِي بُطُونِهِ مِنْ بَيْنِ فَرْثٍ وَدَمٍ لَبَنًا خَالِصًا سَائِغًا لِلشَّارِبِينَ ۝٦٦﴾ [النحل:66]

### انخفاض نسبة الأكسجين عند الصعود إلى الأعلى نحو السماء
بعد تمكن الإنسان من بلوغ السماء بالطيران بوسائل النقل الحديثة عرف أنه كلما ارتفع إلى الأعلى في الجو قل الأوكسجين والضغط الجوي، مما يسبب ضيقاً شديداً في الصدور وعملية التنفس، وذلك عين ما تنطق به الآية قبل طيران الإنسان بثلاثة عشر قرناً من الزمان كما ورد في القرآن: ﴿فَمَنْ يُرِدِ اللَّهُ أَنْ يَهدِيَهُ يَشْرَحْ صَدْرَهُ لِلْإِسْلَامِ وَمَنْ يُرِدْ أَنْ يُضِلَّهُ يَجْعَلْ صَدْرَهُ ضَيِّقًا حَرَجًا كَأَنَّمَا يَصَّعَّدُ فِي السَّمَاءِ كَذَلِكَ يَجْعَلُ اللَّهُ الرِّجْسَ عَلَى الَّذِينَ لَا يُؤْمِنُونَ ۝١٢٥﴾ [الأنعام:125] والحرج شدة الضيق، والآية تبين أنه من عمل ما يستحق به أن يعاقبه الله بإضلاله. فمثل حاله عند سماعه الموعظة وما يتصل بها من الإيمان بالإسلام، وما يصيبه من ضيق شديد كمثل الذي يتصعد في السماء.

### الظلمات المتعددة في أعماق البحار السحيقة والأمواج التي تغشاها
كشفت العلوم الحديثة إن في قاع البحار العميقة الكثيرة الماء - البحر اللجي - ظلمات شديدة، حتى إن المخلوقات الحية تعيش في هذه الظلمات بلا أدوات بصرية وإنما تعيش مستخدمة حواسها الأخرى كالسمع، ولا توجد هذه الظلمات الحالكة في ماء البحر الذي يحيط بالجزيرة العربية وإنما اكتشفوها في المحيطات البعيدة عنها ذات الماء الكثير - البحر اللجي - كما اكتشف العلماء موجاً بحرياً داخلياً يغشى البحر وهو أطول وأعرض من الموج السطحي وتم كشفه كذلك بواسطة الأقمار الصناعية، والآية القرآنية تقول: ﴿أَوْ كَظُلُمَاتٍ فِي بَحْرٍ لُجِّيٍّ يَغْشَاهُ مَوْجٌ مِنْ فَوْقِهِ مَوْجٌ مِنْ فَوْقِهِ سَحَابٌ ظُلُمَاتٌ بَعْضُهَا فَوْقَ بَعْضٍ إِذَا أَخْرَجَ يَدَهُ لَمْ يَكَدْ يَرَاهَا وَمَنْ لَمْ يَجْعَلِ اللَّهُ لَهُ نُورًا فَمَا لَهُ مِنْ نُورٍ ۝٤٠﴾ [النور:40] فتكونت هذه الظلمات نتيجة البحر العميق اللجي أولاً، ثم الموج الداخلي الذي يعكس أشعة ضوء الشمس فلا يسمح لها بالنفاذ إلى الأسفل ثانياً، والموج السطحي ثالثاً الذي يعكس جزءاً من الأشعة، والسحاب الذي يحجب كثيراً من أشعة الشمس فلا يسمح لها بالنفاذ إلى الأسفل رابعاً، فهي ظلمات بعضها فوق بعض وأسبابها المنشئة لها بعضها فوق بعض.

### الموج البحري ومن فوقه موج آخر
تبين هذه الآية جانب آخر من الإعجاز القرآني وهي أن الموج البحري الذي كان الناس جميعاً لا يعرفون سوى أنهُ موج واحد في البحار، فالآية أعلاه تقول هنالك موجاً آخر في أعماق البحار، واكتشف الغواصون في بداية القرن العشرين حقيقة كانت مخبوءة في أعماق البحار تلك الحقيقة التي تبين موجاً آخر يقذف بالغائصين فيهِ كما يقذف بالسابحين عليهِ، واكتشف هذا الموج الغواصون الاسكندنافيون.
ووثق أول ادعاء حول هذا الموج البحري في نهاية الحرب العالمية الثانية بواسطة الغواصات العسكرية التي كان يستخدمها الحلفاء، إذ كانت تنعكس عندهم موجات أجهزة السونار المستخدم، ثم تبين حقيقتها في نهاية القرن العشرين عبر بحوث حديثة. ذكرها العالم عبد المجيد الزنداني في كتابهِ حول الإعجاز (توحيد الخالق).

### طبيعة الجبال كالأوتاد في علم الجيولوجيا
الوتد يغرس في الرمل لتثبيت الخيمة، وهكذا الجبال فقد اخترقت بامتداداتها الطبقة اللزجة التي تقع في أسفل الطبقة الصخرية التي تُكوِّن القارات، فأصبحت بالنسبة للقارات كالوتد للخيمة، فالوتد يثبت الخيمة بالجزء الذي يغرس في الصحراء وهكذا الجبال تثبت القارات بالجزء المغروس منها في الطبقة اللزجة التي تقع تحت الطبقة الصخرية التي تتكون منها القارات. ولقد تأكد للعلماء هذه الحقيقة العلمية في علوم الأرض عام 1965 وعلموا أنه لولا خلقت الجبال هكذا كالأوتاد لطافت القارات ﴿وَالْجِبَالَ أَوْتَادًا ۝٧﴾ [النبأ:7]، ومادت الأرض واضطربت من تحت أقدامنا، فالقرآن يذكرنا بهذه الحقيقة بقوله: ﴿وَأَلْقَى فِي الْأَرْضِ رَوَاسِيَ أَنْ تَمِيدَ بِكُمْ وَأَنْهَارًا وَسُبُلًا لَعَلَّكُمْ تَهْتَدُونَ ۝١٥﴾ [النحل:15]
إن جعل الجبال كالأوتاد لكي لا تميد الأرض بنا لهو خير دليل على تحركها فلو كانت ثابثة لم يكن للجبال فائدة ثم إن كلمة الرواسي التي تستخدم للسفن مثل المثبت لها حين تكون راسية تقوي هذا المعنى.

### الرياحوالتلقيحوالمطر
يذكر القرآن: ﴿وَأَرْسَلْنَا الرِّيَاحَ لَوَاقِحَ فَأَنْزَلْنَا مِنَ السَّمَاءِ مَاءً فَأَسْقَيْنَاكُمُوهُ وَمَا أَنْتُمْ لَهُ بِخَازِنِينَ ۝٢٢﴾ [الحجر:22]، وأثبت العلم الحديث أن الرياح تقوم بالتلقيح الريحي للنباتات بنقل حبوب اللقاح إلى أعضاء التأنيث في الأزهار ليتم الإخصاب وتكوين الثمار، وتثير الرياح كذلك السحاب بتزويد الهواء بالرطوبة اللازمة، وإن إرسال الرياح بنوى التكثف المختلفة يعين بخار الماء الذي بالسحاب على التكثف، كما يعين قطيرات الماء المتكثفة في السحاب على مزيد من النمو حتى تصل إلى الكتلة التي تسمح لها بالنزول مطراً.

### دوران الأرضحول نفسها
ورد بالقرآن قوله: ﴿وَتَرَى الْجِبَالَ تَحْسَبُهَا جَامِدَةً وَهِيَ تَمُرُّ مَرَّ السَّحَابِ صُنْعَ اللَّهِ الَّذِي أَتْقَنَ كُلَّ شَيْءٍ إِنَّهُ خَبِيرٌ بِمَا تَفْعَلُونَ ۝٨٨﴾ [النمل:88]، وهو ما يفيد أن الجبال تدور دوراناً سريعاً كالسحاب لكن الإنسان يراها ثابتة مستقرة، وهناك اختلاف في المقصود من الآية حيث قال ابن عثيمين أن الآية تتحدث عن يوم القيامة وليس في الدنيا.

### النجم الطارق

دورة إصدار النباض فيلا Vela pulsar.

أقسم الله تعالى بنجوم عظيمة فقال ﴿وَالسَّمَاءِ وَالطَّارِقِ ۝١ وَمَا أَدْرَاكَ مَا الطَّارِقُ ۝٢ النَّجْمُ الثَّاقِبُ ۝٣﴾ [الطارق:1–3] ويُعتقد أنها النجوم النابضة (بالإنجليزية: pulsating star)‏ لأنها تصدر أصواتًا مثل صوت الطرق.
و يؤكد علماء وكالة ناسا أن هذه النجوم تصدر أصوات نبض أو خفقان.
فهناك النجم النيوتروني neutron star ويسمى بالنابض pulsar     الذي هو بقايا الشموس الهائلة الحجم (الأكبر من شمسنا)، ذات كثافة عالية في مرحلة فنائها فتدور بسرعة فائقة. إنَّ هذا النجم النابض هو عبارة عن النواة المركزة للنجم الفاني، أثناء مرحلة المستعر الأعظم supernova (وهو انفجار الطبقات الخارجية للنجم). إنَّه يبث إشعاعاً كهرومغناطيسياً يستمر حتى وقت موته النهائي death time بعد 10-100 مليون سنة، وهو يبث هذه الإشعاعات على استقامة محوره المغناطيسي الناتج عن دورانه وهو ليس محور دورانه نفسه، مما يؤدي إلى رؤية الإشعاع مرة واحدة في كل دورة من دورات هذا النجم، ويعطي الخاصية النبضية لهذا النجم (كما في الصورة)، ويحدث صوتاً بسبب الموجات التضاغطية التي يحدثها في الفضاء. كما إنَّ هذا الإشعاع له قابلية إذابة أيّ جسم كونيّ يقع في مساره، فهو أيضاً ثاقب.
يؤكد البروفسور Richard Rothschild من جامعة كاليفورنيا أن النجوم النابضة تنتج عن انفجارات النجوم وتبث كميات هائلة من الإشعاعات التي تعتبر الأشد لمعاناً وهي تعمل مثل المطرقة التي تدق، فيقول «هذا الانفجار كان شبيهاً بضرب نجم نيوتروني بمطرقة عملاقة وهذا ما يجعل النجم يدق مثل الجرس». ويؤكد هذا الباحث أن الضوء الصادر عن مثل هذه الانفجارات عظيم جداً فقد بث هذا النجم خلال عشر ثانية ما تبثه الشمس خلال 150000 سنة من الضوء.

### الفساد في البيئة
ظهور الفساد الذي يشمل البر والبحر، وقد عبّر القرآن عن ذلك بقوله:﴿ظَهَرَ الْفَسَادُ فِي الْبَرِّ وَالْبَحْرِ بِمَا كَسَبَتْ أَيْدِي النَّاسِ لِيُذِيقَهُمْ بَعْضَ الَّذِي عَمِلُوا لَعَلَّهُمْ يَرْجِعُونَ ۝٤١﴾ [الروم:41] ووصفها بالماضي لأن القرآن لا ينطق إلا بالحق فالمستقبل بالنسبة لله هو حقيقة واقعة لا مفر منها وكأنها وقعت في الماضي وانتهى الأمر، ولذلك جاء التعبير عن هذه الحقيقة العلمية بالفعل الماضي. وكذلك تحدثت الآية عن المسؤول عن هذا الفساد البيئي وحددّت الفاعل وهو الإنسان، وتحدثت عن إمكانية الرجوع إلى العقل والمنطق وإلى العمل على إعادة التوازن للأرض.

### العنكبوت
ورد بالقرآن قوله: ﴿مَثَلُ الَّذِينَ اتَّخَذُوا مِنْ دُونِ اللَّهِ أَوْلِيَاءَ كَمَثَلِ الْعَنْكَبُوتِ اتَّخَذَتْ بَيْتًا وَإِنَّ أَوْهَنَ الْبُيُوتِ لَبَيْتُ الْعَنْكَبُوتِ لَوْ كَانُوا يَعْلَمُونَ ۝٤١﴾ [العنكبوت:41]
وفيه معاملة العنكبوت معاملة المؤنث مع أن لفظ العنكبوت مذكر في اللغة العربية، واكتشف العلم الحديث أن التي تقوم ببناء بيت العنكبوت هي أنثى العنكبوت فقط من خلال مغزل خاص موجود في نهاية بطنها، ولا يوجد مثله عند الذكر. وأيضا شبه الله الذين يتخذون أولياء غير الله مثل الذين اتخذوا بيت العنكبوت ملجأ، كشف العلم مؤخرا سر ذلك التشبيه، حيث أن بيت العنكبوت هو أبعد البيوت عن صفة البيت بما يلزم البيت من أمان وسكينة وطمأنينة.
فالعنكبوت الأنثى هي التي تبني البيت وتغزل خيوطه وهي الحاكمة فيه وتقتل الذكر بعد أن يلقحها وتأكله ولهذا يعمد الذكر إلي الفرار بعد أن يلقح أنثاه ولا يحاول أن يضع قدمه في بيتها، والأبناء يأكل بعضهم بعضا بعد الخروج من البيض، وتغزل أنثى العنكبوت بيتها ليكون فخاً وكميناً ومقتلاً للحشرات، وكل من يدخل البيت من زوار وضيوف يُقتل ويُلتهم، فهو أوهن البيوت لمن يحاول أن يتخذ منه ملجأ.

### الغراب
ورد بالقرآن قوله: ﴿فَبَعَثَ اللَّهُ غُرَابًا يَبْحَثُ فِي الْأَرْضِ لِيُرِيَهُ كَيْفَ يُوَارِي سَوْأَةَ أَخِيهِ قَالَ يَا وَيْلَتَا أَعَجَزْتُ أَنْ أَكُونَ مِثْلَ هَذَا الْغُرَابِ فَأُوَارِيَ سَوْأَةَ أَخِي فَأَصْبَحَ مِنَ النَّادِمِينَ ۝٣١﴾ [المائدة:31] وفيه اختصاص الغراب بإخفاء جريمته، وقد أثبتت الدراسات العلمية أن الغراب هو أذكى الطيور وأمكرها، ويعلل ذلك بأن الغراب يملك أكبر حجم لنصفي دماغ بالنسبة إلى حجم الجسم في كل الطيور المعروفة. ومن بين المعلومات التي أثبتتها دراسات سلوك عالم الحيوان محاكم الغربان وفيها تحاكم الجماعة أي فرد يخرج على نظامها، ولكل جريمة عند جماعة الغربان عقوبتها الخاصة بها.

### علم النباتات
لقد كان معلوماً للناس قديماً إن الذكورة والأنوثة لا توجد إلا في الإنسان والحيوان، أما في النباتات فلم يعلم الناس حقيقة هذا الأمر إلا في الوقت الراهن بعلم النبات، مع تقدم علم التشريح للنبات، في حين أن القرآن ذكر ذلك في قوله: ﴿سُبْحَانَ الَّذِي خَلَقَ الْأَزْوَاجَ كُلَّهَا مِمَّا تُنْبِتُ الْأَرْضُ وَمِنْ أَنْفُسِهِمْ وَمِمَّا لَا يَعْلَمُونَ ۝٣٦﴾ [يس:36] كما كان الناس قديماً يجهلون حقيقة النباتات وتكوينها، وكشفت العلوم الحديثة إن النباتات تتكون من مواد أساسية واحدة هي :(كربون، وهيدروجين، ونتروجين، وكبريت أو فسفور) وبعض المواد الضئيلة الأخرى، غير إن سبب اختلاف نسبة التراكيب الكيمياوية في النبات يرجع إلى اختلاف أوزان النبات في كل منها، وإن جذر كل نبات لا يمتص من المواد في الأرض إلا بمقادير موزونة محددة، وبهذا تكلم القرآن لنا عن هذه الحقيقة العلمية بقوله: ﴿وَالْأَرْضَ مَدَدْنَاهَا وَأَلْقَيْنَا فِيهَا رَوَاسِيَ وَأَنْبَتْنَا فِيهَا مِنْ كُلِّ شَيْءٍ مَوْزُونٍ ۝١٩﴾ [الحجر:19].

### التراكب في الحب والثمار في النباتات والصبغة الخضراء
لم يعلم الناس قديماً كيف يتكون الحب والثمار في النبات، كما جهلوا كيف تتكون أجزاء النبات المختلفة، وأخذ العلماء يدرسون علم النبات وكيف يُكوِّن النبات حبوبه وثماره ولعلنا نقدر على محاكاة هذه الحقيقة الغائبة عن تصورنا، ثم اكتشف علماء النباتات التمثيل الضوئي أو -التمثيل الكلوروفيلي- حيث وجدوا أن في النبات مصانع خضراء صغيرة -بلاستيدات خضراء- هي التي تعطي النبات لونه الأخضر ومنها تخرج المواد الغذائية التي تتكون منها الحبوب والثمار، وسائر أجزاءه. وبعد سقيه بالماء يخرج النبات من البذور في الأرض وهذه المصانع الخضراء هي أول من يخرج من الحبة عند بدء نموها، وكما قالت الآية في القرآن: ﴿وَهُوَ الَّذِي أَنْزَلَ مِنَ السَّمَاءِ مَاءً فَأَخْرَجْنَا بِهِ نَبَاتَ كُلِّ شَيْءٍ فَأَخْرَجْنَا مِنْهُ خَضِرًا نُخْرِجُ مِنْهُ حَبًّا مُتَرَاكِبًا وَمِنَ النَّخْلِ مِنْ طَلْعِهَا قِنْوَانٌ دَانِيَةٌ وَجَنَّاتٍ مِنْ أَعْنَابٍ وَالزَّيْتُونَ وَالرُّمَّانَ مُشْتَبِهًا وَغَيْرَ مُتَشَابِهٍ انْظُرُوا إِلَى ثَمَرِهِ إِذَا أَثْمَرَ وَيَنْعِهِ إِنَّ فِي ذَلِكُمْ لَآيَاتٍ لِقَوْمٍ يُؤْمِنُونَ ۝٩٩﴾ [الأنعام:99] فالآية أشارت لحقيقة المادة الخضراء بأنه يخرج منها الحبوب والثمار متراكبة فالحديث هنا عن الصبغة الخضراء المعروفة بالكلوروفيل لا عن النبات.

### مواقع النجوم في الفيزياء الفلكية وهي ليست كما ترى
إن الناظر للسماء يظن النجوم قريبة، غير أن التقدم العلمي في علوم الفيزياء الفلكية جاء ليبين لنا إن الأبعاد فيما بين النجوم ومواقعها كبيرة جداً لا يتخيلها أو يتصورها عقل بشر، وهذه النجوم قد خرج منها ضوءها قبل فترة طويلة فمنها ما يبعد سنوات ضوئية. عن الأرض ومنها ما يبعد عدة ملايين من السنين الضوئية. وما نراه في الحقيقة هو مواقعها التي غادرتها في غابر الأزمان، وهذه الحقيقة بقيت مجهولة حتى مطلع القرن العشرين، حيث بينت المراصد الفلكية بعد المسافة إلى هذه الأجرام السماوية وكوننا لا نرى سوى مواقعها التي غادرتها وهذه النجوم تنطلق في الفضاء بسرعة كبيرة لا يعلم مداها وهي تضيء وينطلق ضوءها من حولها، وهي كما قالت الآية: ﴿فَلَا أُقْسِمُ بِمَوَاقِعِ النُّجُومِ ۝٧٥ وَإِنَّهُ لَقَسَمٌ لَوْ تَعْلَمُونَ عَظِيمٌ ۝٧٦﴾ [الواقعة:75–76].

### البرد من فوق كالجبال في السحب الركامية
ومن مزايا السحب الركامية أنها تمتد رأسياً إلى علو خمسة عشر كيلومتراً أو أكثر، وبذلك تظهر لمن ينظر إليها عن بعد كالجبال الشاهقة. وتتيح فرصة النمو في الاتجاه الرأسي نشوء السحب الركامية عبر طبقات من الجو تختلف درجاتها الحرارية اختلافاً بيناً، فتنشأ بذلك الدوامات الرأسية وتتولد حبيبات البرد، ولهذا فإن السحاب الركامي هو وحده قادر على توليد حبيبات البرد الثلجية وهذه حقيقة علمية بحد ذاتها تفسرها الآية: ﴿أَلَمْ تَرَ أَنَّ اللَّهَ يُزْجِي سَحَابًا ثُمَّ يُؤَلِّفُ بَيْنَهُ ثُمَّ يَجْعَلُهُ رُكَامًا فَتَرَى الْوَدْقَ يَخْرُجُ مِنْ خِلَالِهِ وَيُنَزِّلُ مِنَ السَّمَاءِ مِنْ جِبَالٍ فِيهَا مِنْ بَرَدٍ فَيُصِيبُ بِهِ مَنْ يَشَاءُ وَيَصْرِفُهُ عَنْ مَنْ يَشَاءُ يَكَادُ سَنَا بَرْقِهِ يَذْهَبُ بِالْأَبْصَارِ ۝٤٣﴾ [النور:43] وهكذا يقرر الجزء الأول من الآية مراحل تكون السحب الركامية الممطرة بالرغم من إن الإنسان لم يتوصل لهذه الحقيقة إلا حديثًا، وعندما استخدم العلماء الرادار في أعقاب الحرب العالمية الثانية تبين لهم أن السحب إنما تبدأ على هيئة عدة خلايا أو وحدات من السحب التي تثيرها تيارات الهواء فتتوحد وتكون السحب الركامية، ثم يخصصها بالنمو الرأسي حتى تصير كالجبال فعندئذ تجود دون غيرها من السحب بالبرد، وليس من اللازم أن يتساقط البرد من السحابة بمجرد تكونه، إذ ربما يحول التيار الهوائي الصاعد دون نزوله في مكان معين حتى إذا ما ضعف هذا التيار هوى البرد على هيئة ركام لا هوادة فيه، وكأنما انفجرت السحابة وهذا يفسر لنا المراد بقوله: (فَيُصِيبُ بِهِ مَن يَشَاءُ وَيَصْرِفُهُ عَن مَّن يَشَاءُ).

### السدم وتكونها في الفلك خارج المجرة
حقيقة اتساع الكون، ويظهر ذلك في القرآن: ﴿وَالسَّمَاءَ بَنَيْنَاهَا بِأَيْدٍ وَإِنَّا لَمُوسِعُونَ ۝٤٧﴾ [الذاريات:47] وفي هذه الآية معجزتان علميتان، فقد تحدثت الآية عن حقيقة الكون: (وَالسَّمَاءَ بَنَيْنَاهَا) وقد ثبُت أن الكون منظم، وأن في الكون هندسة مبهرة فالكون يحوي أعمدة من السدم، ويحوي جسوراً من المجرات، ويحوي كذلك خيوطاً عظمى كل خيط يتألف من آلاف المجرات ويمتد لمئات البلايين من السنوات الضوئية.

### قوى الجاذبية بين النجوم والكواكب
ورد في القرآن قوله: ﴿اللَّهُ الَّذِي رَفَعَ السَّمَاوَاتِ بِغَيْرِ عَمَدٍ تَرَوْنَهَا ثُمَّ اسْتَوَى عَلَى الْعَرْشِ وَسَخَّرَ الشَّمْسَ وَالْقَمَرَ كُلٌّ يَجْرِي لِأَجَلٍ مُسَمًّى يُدَبِّرُ الْأَمْرَ يُفَصِّلُ الْآيَاتِ لَعَلَّكُمْ بِلِقَاءِ رَبِّكُمْ تُوقِنُونَ ۝٢﴾ [الرعد:2] وتشير الدراسات الكونية إلى وجود قوى مستترة، في اللبنات الأولية للمادة، تحكم بناء الكون، وتمسك بأطرافه، ومن القوى التي تعرف عليها العلماء في كل من الأرض والسماء أربع صور يعتقد بأنها أوجه متعددة لقوة عظمى واحدة، تسري في مختلف جنبات الكون؛ لتربطه برباط وثيق، وإلا لانفرط عقده، وهذه القوى هي: (1) القوة النووية الشديدة (2) القوة النووية الضعيفة (3) القوة الكهربائية المغناطيسية (الكهرومغناطيسية) (4) قوة الجاذبية. وهذه القوى الأربع هي الدعائم الخفية، التي يقوم عليها بناء الكون، وقد أدركها العلماء من خلال آثارها الظاهرة والخفية في كل أشياء الكون المدركة.
وتعتبر قوة الجاذبية على المدى القصير أضعف القوى المعروفة لنا، وتساوي: (10- 39) من القوة النووية الشديدة، ولكن على المدى الطويل تصبح القوة العظمى في الكون، نظرًا لطبيعتها التراكمية، فتمسك بكافة أجرام السماء، وبمختلف تجمعاتها. ولولا هذا الرباط الحاكم، الذي أودعه الله في الأرض، وفي أجرام السماء ما كانت الأرض، ولا كانت السماء. ولو زال هذا الرباط، لانفرط عقد الكون، وانهارت مكوناته.

### ارتفاع السماء ودحي الأرض
﴿وَالْأَرْضَ بَعْدَ ذَلِكَ دَحَاهَا ۝٣٠﴾ [النازعات:30] ومعنى دحاها أي بسطها لتكون صالحة للإنسان والنبات، ومن معاني الأدحية موضع بيضة النعامة،  (أي فيها تفلطح)، ومن معاني دحا: دحرج. ويظهر إن الأرض عند انفصالها أخذت تدور وتتدحرج في مسارها ولا تزال تتدحرج وتتقلب وهي تجري في فلكها، فهل هناك تفسير أوضح لهذه الحقيقة العلمية من غير كلمة دحاها.

### أطوار القمر
مراحل وأشكال القمر والتنقل في منازل معلومة والتفرقة بين ضوء الشمس ونور القمر حسب ما جاءنا في العلم الحديث. ﴿وَالْقَمَرَ قَدَّرْنَاهُ مَنَازِلَ حَتَّى عَادَ كَالْعُرْجُونِ الْقَدِيمِ ۝٣٩﴾ [يس:39] حيث تقرر هذه الآية الحقيقة في سبب تغيير شكل القمر في كل شهر وهو تنقله في منازل (مواقع) معلومة حتى يعود هلالاً كما بدأ والعرجون تعبير عن شكل الهلال المقوس. ﴿وَجَعَلَ الْقَمَرَ فِيهِنَّ نُورًا وَجَعَلَ الشَّمْسَ سِرَاجًا ۝١٦﴾ [نوح:16] حيث نجد في هذه الآية التفريق بين ضوء القمر والشمس، وهكذا جميع آيات القرآن تصف الشمس بالسراج المنير الوهاج المضيء، بينما تصف الآيات القرآنية القمر بالنور، فالفرق واضح في التعبير ويدل على حقيقة علمية واضحة وهي أن التقدم العلمي أثبت أن ضوء الشمس من ذاتها ينبع فهي كالسراج المشتعل، بينما القمر فليس ضوؤه إلا انعكاساً من الشمس فليس من ذاته ولقد أنير بنور الشمس.

### جريان الشمس
﴿وَالشَّمْسُ تَجْرِي لِمُسْتَقَرٍّ لَهَا ذَلِكَ تَقْدِيرُ الْعَزِيزِ الْعَلِيمِ ۝٣٨﴾ [يس:38] لقد اعتقد العلماء في القرن الماضي أن الشمس هي مركز الكون وأنها ثابتة في حجمها وكتلتها ومكانها، وأن كل شيء يتحرك حولها، لكن الشمس تجري وتتحرك .
﴿لَقَدْ أَرْسَلْنَا رُسُلَنَا بِالْبَيِّنَاتِ وَأَنْزَلْنَا مَعَهُمُ الْكِتَابَ وَالْمِيزَانَ لِيَقُومَ النَّاسُ بِالْقِسْطِ وَأَنْزَلْنَا الْحَدِيدَ فِيهِ بَأْسٌ شَدِيدٌ وَمَنَافِعُ لِلنَّاسِ وَلِيَعْلَمَ اللَّهُ مَنْ يَنْصُرُهُ وَرُسُلَهُ بِالْغَيْبِ إِنَّ اللَّهَ قَوِيٌّ عَزِيزٌ ۝٢٥﴾ [الحديد:25] بينت الآية 25 من سورة الحديد حقائق كثيرة منها إنزال الحديد من السماء عن طريق النيازك الساقطة على الأرض.

### علم الأجنة والولادة
جاء في سورة الطارق: ﴿خُلِقَ مِنْ مَاءٍ دَافِقٍ ۝٦ يَخْرُجُ مِنْ بَيْنِ الصُّلْبِ وَالتَّرَائِبِ ۝٧﴾ [الطارق:6–7]، وفي سورة الحج: ﴿يَا أَيُّهَا النَّاسُ إِنْ كُنْتُمْ فِي رَيْبٍ مِنَ الْبَعْثِ فَإِنَّا خَلَقْنَاكُمْ مِنْ تُرَابٍ ثُمَّ مِنْ نُطْفَةٍ ثُمَّ مِنْ عَلَقَةٍ ثُمَّ مِنْ مُضْغَةٍ مُخَلَّقَةٍ وَغَيْرِ مُخَلَّقَةٍ لِنُبَيِّنَ لَكُمْ وَنُقِرُّ فِي الْأَرْحَامِ مَا نَشَاءُ إِلَى أَجَلٍ مُسَمًّى ثُمَّ نُخْرِجُكُمْ طِفْلًا ثُمَّ لِتَبْلُغُوا أَشُدَّكُمْ وَمِنْكُمْ مَنْ يُتَوَفَّى وَمِنْكُمْ مَنْ يُرَدُّ إِلَى أَرْذَلِ الْعُمُرِ لِكَيْلَا يَعْلَمَ مِنْ بَعْدِ عِلْمٍ شَيْئًا وَتَرَى الْأَرْضَ هَامِدَةً فَإِذَا أَنْزَلْنَا عَلَيْهَا الْمَاءَ اهْتَزَّتْ وَرَبَتْ وَأَنْبَتَتْ مِنْ كُلِّ زَوْجٍ بَهِيجٍ ۝٥﴾ [الحج:5] وفي سورة المؤمنون: ﴿ثُمَّ خَلَقْنَا النُّطْفَةَ عَلَقَةً فَخَلَقْنَا الْعَلَقَةَ مُضْغَةً فَخَلَقْنَا الْمُضْغَةَ عِظَامًا فَكَسَوْنَا الْعِظَامَ لَحْمًا ثُمَّ أَنْشَأْنَاهُ خَلْقًا آخَرَ فَتَبَارَكَ اللَّهُ أَحْسَنُ الْخَالِقِينَ ۝١٤﴾ [المؤمنون:14].
يخبرنا علم الأجنة أنَّ الخصيتين وهما مصدر الحياة في النطفة، تتكونان في المرحلة الجنينية من مجموعة من الخلايا تسمى mesonephros. تقع بين العمود الفقري (الصلب) والأضلاع القصيرة الأخيرة في القفص الصدري (الترائب). وأنَّ الأبناء يحملون الجينات الوراثية وكذلك الحمض النووي التي تدلّ على آبائهم. والعلقة في سورة الحج الآية 5، هي ما يعلق، فهي مجموعة خلايا morula والمضغة هي blastula ومنها تتكون أنسجة الجسم المختلفة (عضلات وعظام وأعضاء وغيرها). المخلّقة هي التخصيب الأنابيبي (خارج الجسم)IVF وغير المخلّقة هي الحمل الطبيعي. يشير علم الأجنة ايضًا إلى أنَّ العظام في الجنين تتكون أوّلاً قبل العضلات كما جاء في سورة المؤمنون.

### تحريم الميتة والدم ولحم الخنزير
لقد حرم القرآن لحم الخنزير، ونفذها المتدينون امتثالاً لأمر الله الخالق للبشر، وطاعة له دون أن يناقشوا العلة من التحريم، وقد وجد العلماء في عصرنا الحاضر من الأدلة العلمية على وجود الأمراض في لحوم الخنازير ما يكفي ليوصوا بترك تناوله أو الإقلال منه حسب الأمراض التي وجدوها فيه، ويتساؤل البعض لم لا تربى الخنازير تربية صحية نظيفة، ولم لا تتخذ الوسائل لاكتشاف اللحوم المصابة وإتلافها، وإذا كان ذلك ممكناً في مكان وظروف معينين فهل يمكن تحقيقه في كل الظروف، أو ليس الأولى عدم المخاطرة وتجنب المهالك، بل الحقيقة أن هذه الوسائل كلها لم تكن مجدية في واقع الحال في أي زمان ومكان.

## المعارضة
بالمقابل، هناك عدد من العلماء والفلاسفة الذين يُعارضون فكرة وجود إعجاز علميّ في القرآن، قائلين أنه ليس بكتاب علوم، ومن أبرز الذين قالوا بذلك أبو الريحان البيروني، الذي وضع القرآن في تصنيف خاص به وحده، وقال أنه «لا يتدخل في شأن العلم ولا يُخالطه»،  ومن الأسباب التي جعلت البيروني وغيره من علماء عصره، ومن تلاهم، يقولون بعدم وجود إعجاز علمي في القرآن، وجود عدّة تفسيرات علمية لظاهرة طبيعية وحيدة، فالعلم دائمًا ما يتغير والنظريات دائمًا ما تتبدل وتُدحض، فلا يمكن القول بصحة إحداها طيلة الزمن. وأعتبر العديد من الباحثين والعلماء أن الإعجاز العلمي ما هو الاّ إعجاز لغوي لا صلة لهُ بالعلوم ويصنّف ضمن العلوم الزائفة.، كما أدرج عدد من العلماء والمجلات العلمية المختصة الإعجاز العلمي في القرآن ضمن العلوم الزائفة،  حيث يعتبرونه منهجاً يخالف المنهجية العلمية. كما تعرضت حركة ربط الدين بالعلوم الحديثة التي يتبعها عدد من كتاب الإعجاز العلمي لإنتقادات واسعة من قبل علماء وباحثين غربيين معتبرين هذه المنهجية غير موضوعية وغير علمية. كما وانكرت بعض المعجزات التي يعتبرها المسلمون إعجاز علمي مثل انشقاق القمر. كما ينكر علماء الفضاء وجود دليل علمي على حدوث انشقاق في القمر. كما تعرض كتاب ومنهج موريس بوكاي لانتقادات واسعة هو الآخر من قبل علماء وباحثين غربيين معتبرين الكتاب غير موضوعي وغير علمي. بالمقابل، أدرجت مجلة سكبتك المختصة بتعليم العلوم ومجلات علمية أخرى ما يتعلق بالإعجاز والمعجزات المنصوص بها في المعتقدات وما يخالف المنهجية العلمية ضمن العلوم الزائفة.
وقد انتقد العلماء والباحثين نصوص القرآن حول خلق الكون والأرض، وأصول الحياة البشرية، وعلم الأحياء، وعلوم الأرض، وما إلى ذلك، باعتبارها تحتوي على مغالطات، غير علمية، ومن المحتمل أن تتناقض مع نظريات علمية متطورة. وقال العديد من العلماء أن القرآن يفتقر إلى الوضوح على الرغم من وصف نفسه كتابًا واضحًا.

### نقد
المجتمع العلمي ينظر للمعجزات على أنها نوع من المغالطات والترويج الديني ولا تختلف كثيراً عن العلم الزائف. يقول فيتالي غينزبورغ في كتابه "About Science, Myself and Others":
في الوجه الآخر، يقف بعض علماء التفسير في دور محايد لا يستطيعون الجزم بشرعية علوم الإعجاز أم إنكار شرعيتها، بينما يرفض آخرون تقبل هذا النوع من العلوم رفضا قاطعاً ويرون بأن الكثير من أساليب البحث في الإعجاز العلمي في القرآن ليس سوى نوعاً من الترويج الديني والذي يندرج ضمن إطار العلوم الزائفة. من أبرز العلماء العرب الذين وقفوا ضد فكرة الإعجاز العلمي كان شيخ الأزهر محمود شلتوت وعائشة عبد الرحمن. العديد من العلماء العرب والمسلمين إبان الحضارة الإسلامية -الذين لقب بعضهم بالزنادقة وكُفّر البعض الآخر- رفضوا فكرة الربط بين العلوم المجردة وبين ما قد يوجد في النصوص القرآنية. من الأمثلة التي يعجز باحثوا الإعجاز العلمي عن الرد عنها ويحرمون البت فيها أحياناً: قصة الخلق والستة أيام والعرش والماء. علمياً لا تتفق الآيات القرآنية التي تحدثت عن هذه القصة بتاتاً مع النظريات العلمية الحديثة والتي حاول فقهاء الإعجاز الاستدلال بسبق القرآن لها. الجدير بالذكر أن هذه القصة ذكرت أيضاً في كتب ديانات سابقة. على سبيل المثال يقول القرآن في: ﴿إِنَّ رَبَّكُمُ اللَّهُ الَّذِي خَلَقَ السَّمَاوَاتِ وَالْأَرْضَ فِي سِتَّةِ أَيَّامٍ ثُمَّ اسْتَوَى عَلَى الْعَرْشِ يُغْشِي اللَّيْلَ النَّهَارَ يَطْلُبُهُ حَثِيثًا وَالشَّمْسَ وَالْقَمَرَ وَالنُّجُومَ مُسَخَّرَاتٍ بِأَمْرِهِ أَلَا لَهُ الْخَلْقُ وَالْأَمْرُ تَبَارَكَ اللَّهُ رَبُّ الْعَالَمِينَ ۝٥٤﴾ [الأعراف:54].
يتحدث القرآن - والكتب السماوية - عن الفترة التي مرت بها عملية الخلق مقدّرة بالأيام. إذا ما حاول المفسرون نسبتها إلى اليوم الأرضي فمن المعلوم أن الأرض لم تكن قد خلقت بعد لتكون مقياساً زمنياً. وإذا حاول المفسرون اعتماد نظم القياس الحديثة والتي جرى بواسطتها تقييم عمر الكون فسيلاحظون أيضاً اختلاف كبير حيث أن الكون استغرق أكثر من 13 مليار سنة للوصول لليوم الحالي. الماء والعرش أيضاً كما هو مستشف من الآية القرآنية كانا متواجدين قبل الخلق وهذا يناقض تماماً التفسير العلمي لوجود الماء كمركب كيميائي نشأ بعد ملايين السنوات من بداية الانفجار. يقول القرآن: ﴿قُلْ أَئِنَّكُمْ لَتَكْفُرُونَ بِالَّذِي خَلَقَ الْأَرْضَ فِي يَوْمَيْنِ وَتَجْعَلُونَ لَهُ أَنْدَادًا ذَلِكَ رَبُّ الْعَالَمِينَ ۝٩ وَجَعَلَ فِيهَا رَوَاسِيَ مِنْ فَوْقِهَا وَبَارَكَ فِيهَا وَقَدَّرَ فِيهَا أَقْوَاتَهَا فِي أَرْبَعَةِ أَيَّامٍ سَوَاءً لِلسَّائِلِينَ ۝١٠ ثُمَّ اسْتَوَى إِلَى السَّمَاءِ وَهِيَ دُخَانٌ فَقَالَ لَهَا وَلِلْأَرْضِ ائْتِيَا طَوْعًا أَوْ كَرْهًا قَالَتَا أَتَيْنَا طَائِعِينَ ۝١١ فَقَضَاهُنَّ سَبْعَ سَمَاوَاتٍ فِي يَوْمَيْنِ وَأَوْحَى فِي كُلِّ سَمَاءٍ أَمْرَهَا وَزَيَّنَّا السَّمَاءَ الدُّنْيَا بِمَصَابِيحَ وَحِفْظًا ذَلِكَ تَقْدِيرُ الْعَزِيزِ الْعَلِيمِ ۝١٢ فَإِنْ أَعْرَضُوا فَقُلْ أَنْذَرْتُكُمْ صَاعِقَةً مِثْلَ صَاعِقَةِ عَادٍ وَثَمُودَ ۝١٣ إِذْ جَاءَتْهُمُ الرُّسُلُ مِنْ بَيْنِ أَيْدِيهِمْ وَمِنْ خَلْفِهِمْ أَلَّا تَعْبُدُوا إِلَّا اللَّهَ قَالُوا لَوْ شَاءَ رَبُّنَا لَأَنْزَلَ مَلَائِكَةً فَإِنَّا بِمَا أُرْسِلْتُمْ بِهِ كَافِرُونَ ۝١٤ فَأَمَّا عَادٌ فَاسْتَكْبَرُوا فِي الْأَرْضِ بِغَيْرِ الْحَقِّ وَقَالُوا مَنْ أَشَدُّ مِنَّا قُوَّةً أَوَلَمْ يَرَوْا أَنَّ اللَّهَ الَّذِي خَلَقَهُمْ هُوَ أَشَدُّ مِنْهُمْ قُوَّةً وَكَانُوا بِآيَاتِنَا يَجْحَدُونَ ۝١٥ فَأَرْسَلْنَا عَلَيْهِمْ رِيحًا صَرْصَرًا فِي أَيَّامٍ نَحِسَاتٍ لِنُذِيقَهُمْ عَذَابَ الْخِزْيِ فِي الْحَيَاةِ الدُّنْيَا وَلَعَذَابُ الْآخِرَةِ أَخْزَى وَهُمْ لَا يُنْصَرُونَ ۝١٦ وَأَمَّا ثَمُودُ فَهَدَيْنَاهُمْ فَاسْتَحَبُّوا الْعَمَى عَلَى الْهُدَى فَأَخَذَتْهُمْ صَاعِقَةُ الْعَذَابِ الْهُونِ بِمَا كَانُوا يَكْسِبُونَ ۝١٧ وَنَجَّيْنَا الَّذِينَ آمَنُوا وَكَانُوا يَتَّقُونَ ۝١٨ وَيَوْمَ يُحْشَرُ أَعْدَاءُ اللَّهِ إِلَى النَّارِ فَهُمْ يُوزَعُونَ ۝١٩ حَتَّى إِذَا مَا جَاءُوهَا شَهِدَ عَلَيْهِمْ سَمْعُهُمْ وَأَبْصَارُهُمْ وَجُلُودُهُمْ بِمَا كَانُوا يَعْمَلُونَ ۝٢٠ وَقَالُوا لِجُلُودِهِمْ لِمَ شَهِدْتُمْ عَلَيْنَا قَالُوا أَنْطَقَنَا اللَّهُ الَّذِي أَنْطَقَ كُلَّ شَيْءٍ وَهُوَ خَلَقَكُمْ أَوَّلَ مَرَّةٍ وَإِلَيْهِ تُرْجَعُونَ ۝٢١ وَمَا كُنْتُمْ تَسْتَتِرُونَ أَنْ يَشْهَدَ عَلَيْكُمْ سَمْعُكُمْ وَلَا أَبْصَارُكُمْ وَلَا جُلُودُكُمْ وَلَكِنْ ظَنَنْتُمْ أَنَّ اللَّهَ لَا يَعْلَمُ كَثِيرًا مِمَّا تَعْمَلُونَ ۝٢٢﴾ [فصلت:9–22].
بالطبع فإن الآيات الأخيرة أثارت تساؤلات البعض عن تناقض العدد المحسوب إن كان 6 أيام أم 8 فذهب أغلب المفسرين إلى أنها ستة أيام أضمن منها يومان في أربعة أيام عند حساب الآيات الأخيرة. من جهة أخرى، يلاحظ أن غالبية مواضيع الإعجاز العلمي هي محاولات للربط بين المكتشفات الحديثة وبين ما قد يتشابه مع آيات قرآنية لدرجة إعادة تفسير آيات بشكل مختلف جذرياً عمّ كانت عليه في تفسير الكتب السابقة كتفسير ابن كثير وغيرها رغم أن إختلاف كتب التفسير القديمة تعتبر إجتهاد شخصي بشري قابل للنقد والتأويل.
يتفق البعض الآخر من علماء الدين بأن السبب وراء بروز هذا المجال من التفسير يرجع إلى اكتشاف العالم الإسلامي الهوة الساحقة بينه وبين الغرب في مجال العلوم خصوصاً، فتمت العودة إلى القرآن كوسيلة لاستعادة الثقة بالذات والتعويض عن التأخر العلمي لدى المسلمين. ويرى معظم المؤرخين الغربيين عدم مصداقية هذه الإعجازات مثل معجزة انشقاق القمر محتجين إنكار القرآن نفسه بحدوث معجزات. كما ينكر علماء الفضاء وجود دليل علمي على حدوث انشقاق في القمر.

### دراسات وابحاث
في فبراير 2017 أجرى ستيفاني بيغلياري دراسة حول مزاعم الإعجاز العلمي في القرآن خلص من خلالها بأن مزاعم الإعجاز ليست سوى مزيج من ادعاءات العلم الزائف ونظريات المؤامرة والتي قد تضر بأصحاب المعتقدات أكثر من نفعهم.

### لقاء الزنداني بالعلماء
تبين لاحقاً أن العديد من المقابلات التي أجراها الشيخ الزنداني مع علماء غربيين كانت إما غير صحيحة أو غير دقيقة حيث كان يقتبس أقوال العلماء في مواضع غير علمية لربطها بما ينص عليه القرآن كما حدث مع كل قصة عذاب القبر والتي اتضح أنها قصة مفبركة تعرض لها الزنداني في عقد التسعينات لتبيان عدم مصداقية ما يرويه على الملأ، وقصة لقائه بعالم ناسا البروفسور توم آرم سترونغ  والتي تبين إساءة استعمال الزنداني لخطابات آرم سترونغ. نفس التضليل حدث مع عالم آخر يدعى البروفسور بالمر.، وعالم ثالث يدعى الفريد وعالم رابع يدعى ويليم هاي وذلك خلال نقاش مواضيع متنوعة في الانفجار العظيم والثقوب السوداء وسرعة الضوء والمجرات وتكون الحديد.

### حمزة تزورتزس
يقول هذا الداعية الإسلامي بانه لا يجب فورا ربط الآيات القرآنية بالمعلومات العلمية لأن العلم متغير وكتاب الله ثابت لكن بنفس الوقت هو لا ينكر وصف الأجنة في القرآن أو الأدلة التاريخية فيه وانتشر له مقطع وهو يقطع كتاب الاعجاز العلمي ثم تبين لاحقا إنه مجرد إعلان لبرنامجه الإسلامي، حيث يتكلم فيه عن فلسفة الإسلام، إن الداعية حمزة مازال ناشط إسلامي في مجال الدعوة إلى الإسلام، وله عدة مقالات في موقعه الرسمي.

### محاضرات زغلول النجار
في أبريل 2017 حضر زغلول النجار المؤتمر العالمي الرابع لعلوم القرآن وفوجئ في اللقاء بانتقادات وأسئلة تشكك بمصداقية الإعجاز العلمي فاضطر لوصف الشباب المغربي الذين انتقدوه بأنهم «حفنة من الأشرار».

### محاضرات ذاكر نايك
في رد علمي على إحدى محاضرات ذاكر نايك التي ألقاها للتشديد على تنبؤ القرآن بالانفجار العظيم ورتق الأرض والسماوات يشرح بيت الأخطاء العلمية الواردة كما يلي:
- عندما يتحدث القرآن بأن السماوات والأرض كانتا متصلتين ثم انفصلتا فهذا خطأ علمي واضح حيث أنه وإذا اعتبرنا المقصود بالسماوات ما يتألف منه كوننا الحالي فإن الأرض والسماوات لا تزالان مكوناً واحداً حتى اللحظة ولا يمكن القول بأي حال من الأحوال عن التصاقهما أو انفصالهما. الأمر يشبه أن ننظر نحو السماء من الأرض فنشاهد القمر أو أن ننظر للسماء من القمر فنشاهد الأرض.
- الاعتقاد بأن عملية الفصل من الخليط حدثت معاً في آن واحد هي أيضاً خاطئة إن كان المقصود تكون الأرض حيث أن عملية تشكل الكون مرت ببلايين السنوات من غبار كوني وذرات وسديم حتى جاء دور الأرض للتتكون بعد ذلك.

### إنكار
ويرى خالد منتصر وهو ناشط علماني في كتابه وهم الإعجاز العلمي أن الإعجاز العلمي هو إعجاز لغوي لا صلة لهُ بالعلوم ويصنفه ضمن العلوم الزائفة.، يقول في مقدمته بعنوان: الإعجاز العلمي في القرآن وهم صنعته عقدة النقص عند المسلمين. يعلل برويز أميرالي هودبوي، أستاذ الفيزياء في جامعة كاديدي عظم الباكستانية في إسلام أباد، بأن أحد أهم أسباب تراجع مساهمة العالم الإسلامي في الإنجازات العلمية تمثل في تركيز علماء المسلمين على البحث في الدين والعبادة والصلاة والشريعة والابتعاد عن البحث في العلوم الحديثة. يقول البروفسور في كتابه الإسلام والعلوم: أورثودكسية دينية ومعركة عقلانية بأنه ينبغي على المسلمين تفهم الحقيقة القائلة بأن القرآن الكريم هو منهج ديني وليس منهجاً علمياً، وبين كيف أن الدولة والقائمين عليها قد يشاركون في الترويج بحسن نية لما قد يدعى بالإعجاز العلمي في القرآن مشوهين بذلك عظمته. كما وتم انكار بعض المعجزات التي يعتبرها المسلمون إعجاز علمي مثل انشقاق القمر فيرى معظم المؤرخين الغربيين عدم مصداقية هذه المعجزات. لكن في يونيو عام 2010 طرح أحد الأشخاص سؤالاً عن انشقاق القمر على الموقع الإلكتروني لوكالة الفضاء الأمريكية (ناسا) يقول فيه: لقد أجبتم عن هذا السؤال سابقا في أغسطس 2009 ولكني أود الخوض في مزيد من التفاصيل. حيث ذكر على أحد المواقع الإلكترونية أن الله شق القمر إلى قسمين بناءً على طلب النبي محمد وأن هناك شقوق على القمر وثقت من قبل العلماء الأمريكيين وهو دليل على المعجزة. هل هناك أي حقيقة في أي من هذه الادعاءات؟
أجابت وكالة ناسا على لسان براد بيلي (نائب مدير معهد ناسا للبيولوجيا الفلكية) الذي قال: توصيتي هي ألا تصدق كل ما تقرأه على الإنترنت. الأوراق التي تمت مراجعتها من قبل الزملاء هي المصادر الوحيدة الصالحة علميًا للمعلومات المتوفرة. لا يوجد دليل علمي حالي يشير إلى انقسام القمر إلى جزأين (أو أكثر) ثم أعيد تجميعه في أي وقت في الماضي.
أما أرشيف وكالة ناسا فقد نشر صورة لها ترميز (AS17-3128) التقطتها مهمة أبولو 11 عام 1969 يَظهر فيها أحد الشقوق القمرية أو (الأخاديد القمرية). تعلق وكالة ناسا على هذه الصورة وتذكر أن هذا الأخدود هو جزء من شق يبلغ طوله 300 كم، بينما لا تقدم الوكالة تفسيرًا علميًا واضحًا لظهور هذا الشق الذي وصفته بأنه مثير للجدل، تقول الوكالة:

## رأي السلفية
انقسم علماء السلفية ومفكروها بين فريقين اندرج الشارع المؤمن بالسلفية الإسلامية خلفهما، فمنهم من يؤيد الاكتشافات العلمية في القرآن بل والسنة النبوية التي نص عليها العلماء المعاصرون والتي صعب اكتشافها أو استشفائها في العصور السالفة القديمة، ومنهم معارضون لهذا الربط بين العلوم الطبيعية وبين العلوم القرآنية، شاكّون في هذه الاكتشافات لأنها برأيهم تمت على يد بشر والبشر خطائون في الغالب الكثير في فطرتهم مما يجعلها غير متوافقة مع القرآن المنزل من الله مما يفتح الشك والطعن في الإسلام.

### المعارضون
قال عبد الله بن جبرين:

وسئل صالح الفوزان أيضاً وقال:
 وقال بعض الفقهاء عن الحقائق التي يتساوى بها ذكر الدنيا والآخرة أو الملائكة والشياطين، وهذه الأمثلة ونحوها ليست من ما يندرج ضمن الأمور المعجزة التي لا يقدر عليها فهي في الحقيقة ظواهر عددية في القرآن وليست أمراً معجزاً.

### المدافعون
ومن الجهة الأخرى قال المؤيدون لهذا العلم إن هناك أمورًا كثيرة تجمعت وكونت سداً ضد الإعجاز العددي ومن هذه الأمور؛ أن كثيرًا من كتب التفسير الرقمي لا تقوم على أساس علمي ولذلك من السهل انتقادها، وحادثة رشاد خليفة وبدعته البهائية والتي استغل فيها الأرقام القرآنية لغاية في نفسه، قد تركت أثراً كبيراً تجاه هذا العلم، فالعلماء في القرآن أمام مقياسين: مقياس لغوي ومقياس رقمي، فلا نجد أي نقص أو خلل أو اختلاف في لغة القرآن وبلاغته من أوله حتى آخره، وفي نفس الوقت مهما بحثنا في هذا الكتاب العظيم لن نجد أي اختلاف من الناحية الرقمية، فهو كتاب محكم لغوياً ورقمياً، أما عن محاولة تقليد القرآن أو أنه الأعداد والتوافقات أمور غير معجزة، فلو حاول أحد تقليد القرآن رقمياً سيخل هذا بالجانب اللغوي والعكس صحيح، فلا يستطيع أحد مهما حاول أن يأتي بكلام بليغ ومتوازن وبالوقت نفسه منظم من الناحية الرقمية، سيبقى النقص والاختلاف في كلام البشر وهذا قانون إلهي لن يستطيع أحد تجاوزه.

وقال محمد دودح: 
ونقل ابن كثير عن ابن عباس تفسير للمستقر بقوله لكل نبأ حقيقة أي لكل خبر وقوع ولو بعد حين.
وقال ابن حجر: ومعجزة القرآن مستمرة إلى يوم القيامة، فلا يمر عصر من العصور إلا ويظهر فيه شيء مما أخبر به أنه سيكون دليل على صحة دعواه، وهذا الزمان هو أنسب زمان لهذا الإعجاز الجديد حيث قال الله في القرآن: ﴿سَأُرِيكُمْ آيَاتِي فَلَا تَسْتَعْجِلُونِ ۝٣٧﴾ [الأنبياء:37].